# دریاچه حاجی‌قبول
دریاچه حاجی‌قبول (به لاتین: Hacıqabul gölü) ششمین دریاچه بزرگ در جمهوری آذربایجان است.
این دریاچه در جنوب غربی شهر باکو، در پیرامون شهر شیروان، در شهرستان حاجی‌قبول، نرسیده به ایستگاه راه‌آهن واقع شده است. مساحت کل آن ۱۶۶۸ هکتار است، بیشینه درازای آن ۶ کیلومتر و کمینه پهنای آن ۳ متر و ژرفای آن ۵ متر است. آب این دریاچه از طریق رودخانه کورا و با کانال ویژه فراهم می‌شود؛ همچنین میزان نفوذ آب میان ۰.۰۶ تا ۲.۵ متر است. در این دریاچه گونه‌های پرشمار جانوری از جمله زردپر، کپور، اسبله‌ماهیان، اردک‌ماهی، سوف و آمور (دارای صرفه تجاری) و گیاهان آبی مانند لوئی، نی، آلاله، گل دریایی و شاخ‌واش در دریاچه وجود دارد.
این دریاچه در سرزمین پست کورا - ارس واقع شده است و در نتیجه خروج دریای کاسپین در یک دوره زمین‌شناسی مشخص شکل گرفت. جریان‌های بهاری رودخانه کورا باعث افزایش سطح دریاچه می‌شود.
دریاچه در فصل زمستان یخ نمی‌زند و از اهمیت بالایی برای خواب زمستانی پرندگان مهاجر برخوردار است.